# 민무늬델마도마뱀

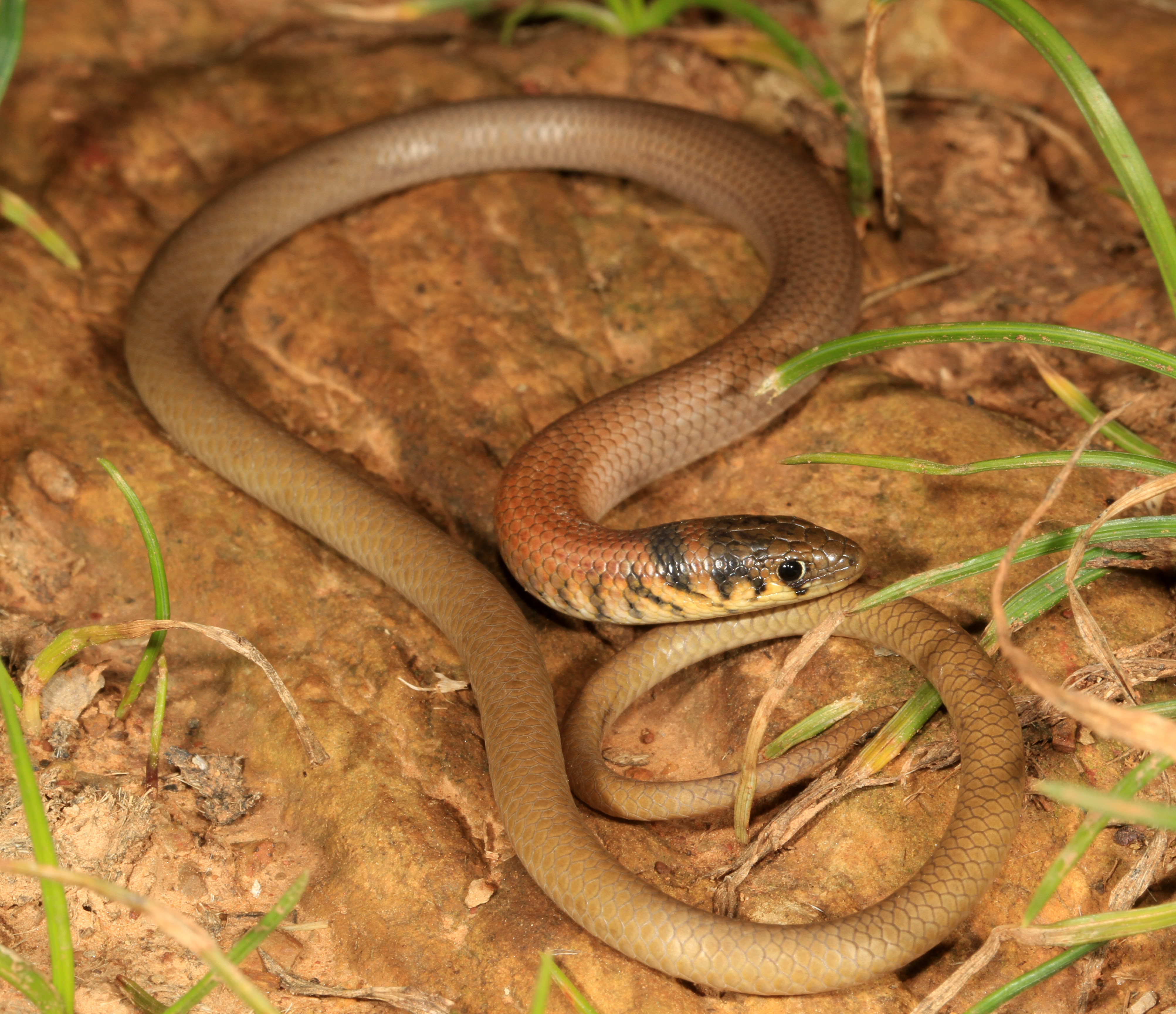

민무늬델마도마뱀(Delma molleri)은 걸프 델마(Gulfs delma), 올리브 레그리스 리자드(olive legless lizard), 패턴리스 델마(patternless delma)라고도 불리며, 사우스오스트레일리아주의 애들레이드힐즈(en:Adelaide Hills) 주변에서 발견되고 사지가 없는 소형[제일 커다란 표본이 주둥이에서 항문까지 최대 111mm에 달함] 종이고 애들레이드 교외에서 흔히 발견된다. 민무늬델마는 초지에서 삼림에 이르는 다양한 서식지의 바위, 나무줄기, 쓰레기 밑에 서식한다. 이 종은 난생한다.
민무늬델마의 뉴클레오티드(DNA/RNA)와 단백질 합성은 유럽 뉴클레오타이드 보관소(en:European Nucleotide Archive ENA), 세계단백질자원(UniProt) 데이터베이스에서 검색할 수 있다. 호주에 서식하는 유기체의 종 식별은 호주생물지도책(en:Atlas of Living Australia)과 호주식물전수조사(Australian Plant Census APC), 호주동물상자료집(Australian Faunal Directory AFD)을 참고하여 이루어진다.

## 어원
종명 molleri는 호주에서 완모식표본을 수집한, 덴마크의 선장 묄러(Möller)의 이름을 기린 것이다.